# Рибница (Какањ)
Рибница је насељено мјесто у Босни и Херцеговини у општини Какањ које административно припада Федерацији Босне и Херцеговине. Према попису становништва из 1991. у насељу је живјело 119 становника. У близини места се налази акумулационо језеро Младо језеро. Настало је након клизања тла у подручју насеља и преусмеравањем корита реке. Подручје је у претходним деценијама било атрактивно место за одмор са садржајима за могућност риболова, камповања и пливања.

## Становништво
| Демографија | Демографија | Демографија |
| Година      | Становника  | Становника  |
| ----------- | ----------- | ----------- |
| 1991.       | 119         |             |